# Psoralea aphylla
Psoralea aphylla är en ärtväxtart som beskrevs av Carl von Linné. Psoralea aphylla ingår i släktet Psoralea och familjen ärtväxter. Inga underarter finns listade i Catalogue of Life.